# ZEHST
ZEHST steht für Zero Emission High Speed Transport (deutsch: Emissionsfreies Hochgeschwindigkeitsflugzeug). Es bezeichnet eine am 18. Juni 2011 von EADS auf der Pariser Luftfahrtschau vorgestellte Studie für ein vierfach überschallschnelles Passagierflugzeug, das ab den 2050er Jahren ohne negative Treibhausgasbilanz verkehren soll. Die Transportkapazität wird mit 50 bis 100 Passagieren angegeben, die Reichweite soll mindestens 9600 km betragen (London–Tokio).

## Antriebssystem und Flugprofil
Besonderheit des Entwurfs ist die Auslegung des Flugzeugs mit drei verschiedenen Antriebssystemen:
Für den Start und den Steigflug auf ca. 5 km Flughöhe sollen zwei Strahltriebwerke verwendet werden;
anschließend würden zwei mit Wasserstoff und mitgeführtem Flüssigsauerstoff betriebene Raketentriebwerke gezündet, die das Flugzeug auf eine Flughöhe von 23 km und eine Fluggeschwindigkeit von Mach 2,5 brächten, so dass die beiden Staustrahltriebwerke als Hauptantrieb gezündet werden können, die prinzipbedingt eine sehr hohe Einströmgeschwindigkeit benötigen.
Die Raketentriebwerke schließen damit die Lücke zwischen dem optimalen Betriebsbereich der Strahltriebwerke und der Mindestgeschwindigkeit des Hauptantriebs. Dies soll die Nutzung platzsparender und effizienter Strahltriebwerke für Start und Landung ermöglichen, während die Staustrahltriebwerke trotzdem auf den effizienten Betrieb bei hohen Geschwindigkeiten ausgelegt werden können.
Die Staustrahltriebwerke nutzen ebenfalls Wasserstoff als Treibstoff, verbrennen ihn allerdings (im Gegensatz zu den Raketentriebwerken) mit dem atmosphärischen Sauerstoff. Die Haupttriebwerke sollen ZEHST dann auf seine endgültige Reisegeschwindigkeit von Mach 4,0 (etwa 4100 km/h in der entsprechenden Höhe) und Reiseflughöhe von 32 km bringen.
Zum Beenden des Reisefluges sollen die Staustrahltriebwerke abgeschaltet werden und ZEHST antriebslos auf eine Höhe von 10 km gleiten, so dass sich seine Geschwindigkeit dabei wieder in den Unterschallbereich verringerte. Um eine sichere Landung zu gewährleisten, würden dann wieder die Strahltriebwerke gestartet.

## Anspruch der Emissionsfreiheit
ZEHST soll drei verschiedene Treibstoffe nutzen: Biokerosin für den Betrieb der Strahltriebwerke, Flüssigwasserstoff für den Betrieb der Raketentriebwerke und der Staustrahltriebwerke, sowie in geringerem Maße Flüssigsauerstoff für die Raketentriebwerke.
Wasserstoff und Sauerstoff verbrennen zu reinem Wasser und können elektrolytisch aus Wasser gewonnen werden, was elektrische Energie erfordert. Die Studie zielt darauf ab, dass der Antrieb CO2-neutral wäre, wenn die Energie regenerativ gewonnen würde.
Das Biokerosin soll aus nachwachsenden Rohstoffen gewonnen werden und nur soviel Kohlendioxid (CO2) freisetzen, wie es bei seiner Entstehung vorher gebunden hat. Die Bilanz sei also ebenfalls CO2-neutral, sofern die für die Produktion aufgewendete Energie ebenfalls regenerativ gewonnen wurde.
Unberücksichtigt bleibt, dass Emissionen nicht nur CO2 betreffen, sondern jede Art der Aussendung von Störfaktoren in die Umwelt – dies kann z. B. auch Lärm oder aber das bei der Verbrennung in großer Höhe freiwerdende Wasser sein. In die Stratosphäre (15–50 km Höhe) eingebrachte Spuren von Wasserdampf gelten als besonders klimaschädlich.
Weiterhin laufen bereits Studien, auch herkömmliche Strahlflugzeuge mit Biokerosin zu  betreiben, was das Alleinstellungsmerkmal „Emissionsfreiheit“ weiter in Frage stellt.